# Лос-Бальдиос
Лос-Бальдиос (исп. Los Baldíos)  — район (комарка) в Испании, входит в провинцию Бадахос в составе автономного сообщества Эстремадура.

## Муниципалитеты
| Муниципалитет             | Население | Площадь км² | Плотность населения чел./км² |
| ------------------------- | --------- | ----------- | ---------------------------- |
| Альбуркерке               | 5.625     | 723,2       | 7,8                          |
| Ла-Кодосера               | 2.245     | 69,6        | 32,3                         |
| Пуэбла-де-Обандо          | 2.045     | 23,6        | 86,7                         |
| Ла-Рока-де-ла-Сьерра      | 1.645     | 109,6       | 15,0                         |
| Сан-Висенте-де-Алькантара | 5.908     | 275,3       | 21,5                         |
| Вильяр-дель-Рей           | 2.314     | 98,9        | 23,4                         |